# Шелкоплясы (Дергачёвский район)
Шелкоплясы (укр. Шовкопляси) — село,
Дергачёвский городской совет,
Дергачёвский район,
Харьковская область, Украина.
Код КОАТУУ — 6322010109. Население по переписи 2001 года составляет 192 (78/114 м/ж) человека.

## Географическое положение
Село Шелкоплясы находится на правом берегу реки Лопань, ниже по течению в 2-х км — город Дергачи, на противоположном берегу село Безруки, к селу примыкает небольшой лесной массив (дуб), рядом с селом проходит автомобильная дорога Т-2103.

## История
- 1680 — дата основания.

## Экономика
- Молочно-товарная ферма.
- ООО «Заря».

## Достопримечательности
- Братская могила советских воинов.